# Evert Augustus Duyckinck

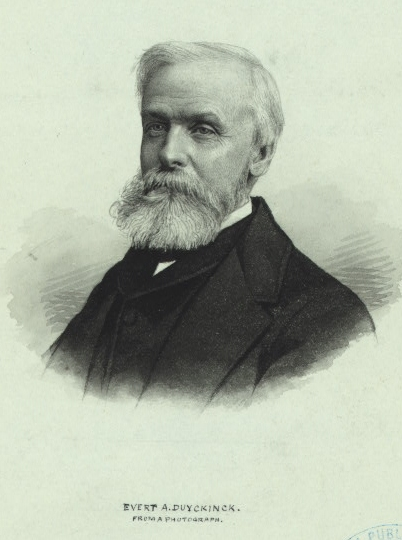
Evert Augustus Duyckinck.

Evert Augustus Duyckinck, född de 23 november 1816 i New York i delstaten New York, död där den 13 augusti 1878, var en amerikansk litteraturhistoriker och biograf. 
Duyckinck utgav 1847–1853 den kritiska veckoskriften The literary world i samarbete med sin bror George Long Duyckinck (1823–1863), vilken medverkade även i Duyckincks mest betydande arbete, Cyclopædia of american literature (2 illustrerade band, 1856; 4:e upplagan 1888). 